# 258 هـ
258 هـ هي سنة في التقويم الهجري امتدت مقابلةً في التقويم الميلادي بين سنتي 871 و872.

## مواليد
- ابن درستويه
- أبو بكر الصبغي
- أبو غالب الزراري

## وفيات
- أحمد بن الفرات
- ابن تارك الفرس
- عبيد الله بن موسى
- محمد بن يحيى الذهلي
- يحيى بن معاذ الرازي
- سعيد بن أحمد الباهلي من الثوار على الخليفة أحمد المعتمد على الله العباسي.